# Hans Griesau
Hans Dieter Griesau (* 25. September 1926 in Lörrach; † 28. Dezember 1978 in Bonn) war ein deutscher Ministerialbeamter, der unter anderem zwischen 1969 und 1972 Beamteter Staatssekretär im Bundesministerium für Ernährung, Landwirtschaft und Forsten war.

## Leben
Hans Dieter Griesau, Sohn eines Arztes, wurde nach dem Abitur am Dillmann-Gymnasium Stuttgart 1944 zum Militärdienst in der deutschen Wehrmacht eingezogen und geriet zum Ende des Zweiten Weltkrieges 1945 in britische Kriegsgefangenschaft, aus der er im August 1945 entlassen wurde. Nach seiner Entlassung arbeitete er als landwirtschaftlicher Helfer in verschiedenen Betrieben und schloss 1947 die Prüfung zum Landwirtschaftlichen Gehilfen ab. Im Anschluss begann er im 1947 ein Studium der Agrarwissenschaften an der Landwirtschaftlichen Hochschule Hohenheim, das er 1950 mit einem Diplom abschloss. Danach wurde er Wissenschaftlicher Mitarbeiter im Bundesministerium der Finanzen, wo er zwischen 1950 und 1952 bei Ministerialrat Emil Hans Isenberg an einem besonderen Forschungsauftrag des Ministeriums arbeitete.
1952 wurde Griesau Hilfsreferent in der Abteilung IV Agrarwesen des Bundesministeriums für Ernährung, Landwirtschaft und Forsten und war dort bis 1954 tätig. Am 27. Januar 1954 legte er seine Promotion zum Doktor der Agrarwissenschaften an der Landwirtschaftlichen Fakultät der Rheinischen Friedrich-Wilhelms-Universität Bonn mit der Dissertation Die Lohnquote nach Isenberg in der westeuropäischen Landwirtschaft unter besonderer Berücksichtigung der Bundesrepublik Deutschland ab. Er wurde daraufhin 1954 Geschäftsführer des Land- und Forstwirtschaftlichen Forschungsrates e. V. beziehungsweise von 1960 bis 1962 Geschäftsführer des daraus hervorgegangenen Forschungsrates für Ernährung, Landwirtschaft und Forsten e. V. mit Sitz in Bad Godesberg. Im Anschluss kehrte Hans Griesau im Juni 1962 ins Bundesministerium für Ernährung, Landwirtschaft und Forsten und war dort kurzzeitig bis 1963 Persönlicher Referent von Staatssekretär Rudolf Hüttebräuker. Danach fungierte er zwischen 1963 und 1967 als Direktor des Bayerischen Bauernverbandes (BBV) sowie von 1967 bis 1969 Hauptgeschäftsführer des Hessischen Bauernverbandes.
1969 wurde Hans Dieter Griesau, der Mitglied der FDP war, Nachfolger von Fritz Neef als Beamteter Staatssekretär im Bundesministerium für Ernährung, Landwirtschaft und Forsten und bekleidete dieses Amt bis Januar 1973. Als Staatssekretär war er zudem Leiter einer Projektgruppe für ein umfassenderes Programm und einen im Frühjahr 1971 vorgelegten Gesetzentwurfs für Naturschutz und Landschaftspflege. Der überschaubare Umfang für Naturschutz und Landschaftspflege des Sofortprogramms wurde jedoch kritisiert, so dass er ausdrücklich betonte, dass die dort beschriebenen Maßnahmen sich an den bestehenden gesetzlichen und finanziellen Rahmen zu halten hätten und auf das kurzfristig Machbare beschränkt gewesen seien. Da jedoch im Fall von Naturschutz und Landschaftspflege eine gesetzliche Neuregelung vonnöten sei, hätte man sich auf diese Ankündigungen beschränken müssen. Er räumte jedoch „einen großen Nachholbedarf“ ein, „auch wenn nicht etwa vom Stande null ausgegangen“  werden müsse. Die Arbeit habe nun eingesetzt.
Zuletzt war Griesau als Nachfolger von Günter Grünewald von 1973 bis zu seinem Tode 1978 Vorsitzender des Vorstandes der Deutschen Siedlungs- und Landesrentenbank, einer in Bonn ansässigen öffentlich-rechtlichen Spezialbank. Die vom damaligen Bundesminister für Ernährung, Landwirtschaft und Forsten Josef Ertl vorgeschlagene Ernennung zum Vorstandsvorsitzenden der DSL-Bank stieß auf Kritik beim Bundesrechnungshof, der eine Verkleinerung des Vorstands gefordert hatte.

## Veröffentlichungen
- Die Lohnquote nach Isenberg in der westeuropäischen Landwirtschaft unter besonderer Berücksichtigung der Bundesrepublik Deutschland, Dissertation, Universität Bonn, 1954
- Forschungsstätten der Land-, Forst- und Ernährungswirtschaft in der Bundesrepublik, Hiltrup 1956, 2. Auflage 1961
- Vorträge und Diskussionsbeiträge der Tagung „Biologisch-chemische Verfahren in der land- und forstwirtschaftlichen Produktion“ am 7. und 8. März 1957 in Bad Godesberg, Bonn 1958
- Forschungsvorhaben der Landbau-, Ernährungs- und Forstwissenschaft. Eine Zusammenstellung der in den einzelnen Instituten der Bundesrepublik Deutschland in Bearbeitung befindlichen wissenschaftlichen Vorhaben, München 1960
- Die gemeinsame Agrarpolitik in der EWG, Bonn 1972